# 靳灵展
靳灵展（1965年—），女，汉族，河北安平人 ，国家一级演员，评剧表演艺术家。
靳灵展是著名评剧表演艺术家赵丽蓉弟子。2008年起担任全国人大代表。2013年，被选为全国人大代表。2018年2月24日，当选为第十三届全国人大代表。